# БТМ-4М
БТМ-4М «Тундра» (Быстроходная Tраншейная Mашина — 4-я модель модернизированная) — российский траншейный экскаватор для быстрой прокладки канав, траншей и окопов. 
Разработана конструкторским бюро Кировского завода в 1997 году на основе ходовой части самоходной пушки 2С7 или «Пион», главный конструктор Николай Сергеевич Попов.

## Конструкция и назначение
Предназначена для рытья и засыпки траншей, котлованов, расчистки и планировки местности в условиях бездорожья, труднопроходимых районах и вечной мерзлоты. Рабочий агрегат представляет собой стальное колесо с ковшами, которое опускается за машину и крутится, выкапывая канаву.
Размеры БТМ-4М:
- длина — 10,7 м;
- ширина — 3,38 м;
- высота — 3,7 м (в транспортном положении);
- длина в рабочем положении — 15,33 м, ширина — 4,01 м.

## ТТХ
- Диаметр ротора, мм — 3300
- Производительность при рытье траншей глубиной до 1,5 м, м/ч:
  - обычный грунт — 1000
  - мёрзлый грунт — 250
- Профиль траншей для обычного (мёрзлого) грунта, м:
  - глубина 1,5 (1,1)
  - ширина по верху 1,1 (0,9)
  - ширина по низу 0,7 (0,6)
  - высота бруствера 0,6
- Транспортная скорость, км/ч — 50
- Масса, кг — 43 900